# Orages d'été, avis de tempête
Pour les articles homonymes, voir Tempête (homonymie).
Orages d'été, avis de tempête est une mini-série française en 9 épisodes de 90 minutes, scénarisé par Michèle Letellier et Gilles Tourman d'après une idée originale de Jean-Pierre Jaubert et réalisé par Jean Sagols. Ce feuilleton a été diffusé en 1990 sur TF1. Il s'agit de la suite d'Orages d'été, diffusé en 1989.

## Synopsis
La mort d'Emma Lambert (jouée par Annie Girardot dans Orages d'été) laisse le domaine de « la Commanderie » bien esseulé. Toutefois, après les larmes viennent les joies puisque Maxime et Christine ont décidé de se marier.
Christine, la fille adoptive de David Esnaut, ignore qu'à ce moment, sa mère biologique, Céline, dont elle ne possède qu'une lettre, a entrepris de la retrouver. Ce qu'elle ignore encore plus, c'est que Céline est la sœur d'André Roussel.
De son côté, Marthe est devenue folle à la suite de la mort d'André, et après que son fils, Camille, ait été defiguré en essayant de mettre le feu à « la Commanderie ». Mais sa rancœur n'est pas dissipée et le retour de Céline va susciter en elle les pires haines à l'encontre de la famille Lambert.

## Distribution
- Annie Cordy : Céline
- Gérard Klein : Serge
- Jacques Dufilho : Léon
- Patachou : Marthe
- Alain Doutey : Camille
- Élisa Servier : Martine
- Jean Vigny : Trapeze
- Pierre Brice : Bernard
- Claire Nebout : Christine
- Marc Duret : Maxime
- Iliana Lolitch : Laura
- Pierre Vaneck : John
- Vanessa Lhoste : Marina
- Michel Ruhl : David Esnaut
- Stéphane Hillel : Thierry
- Jacques Serres : Bultel
- Hichem Rostom : Simon
- Tristan Calvez : Denis
- Roger Dumas : Clermont
- Cécile Auclert : une infirmière
- Bruno Pradal : le professeur de la clinique
- Marina Pastor : Christelle

## Commentaires
Diffusé sur TF1 tout l'été 1990, ce feuilleton a tenu en haleine environ 9 millions de spectateurs chaque jeudi.
Seule saga de l'été avec Les Cœurs brûlés et Zodiaque à avoir obtenu une suite, Orages d'été a marqué l'esprit de nombreux spectateurs. Annie Cordy succède à Annie Girardot et Patachou campe une Marthe plus haineuse que jamais.
Jamais rediffusée depuis 1998, cette suite a été éditée en DVD en 2009.
Lieux de tournages de cette série : le site de la commanderie est situé entre Maule et Jumeauville dans les Yvelines. Toutes les scènes de la mairie et du marché ont été tournées à Bazemont (78). Le réserve africaine est situé à Thoiry également dans les Yvelines ainsi que le lavoir que l'on voit dans la série, qui se trouve à Goussonville.